# 바이랑현

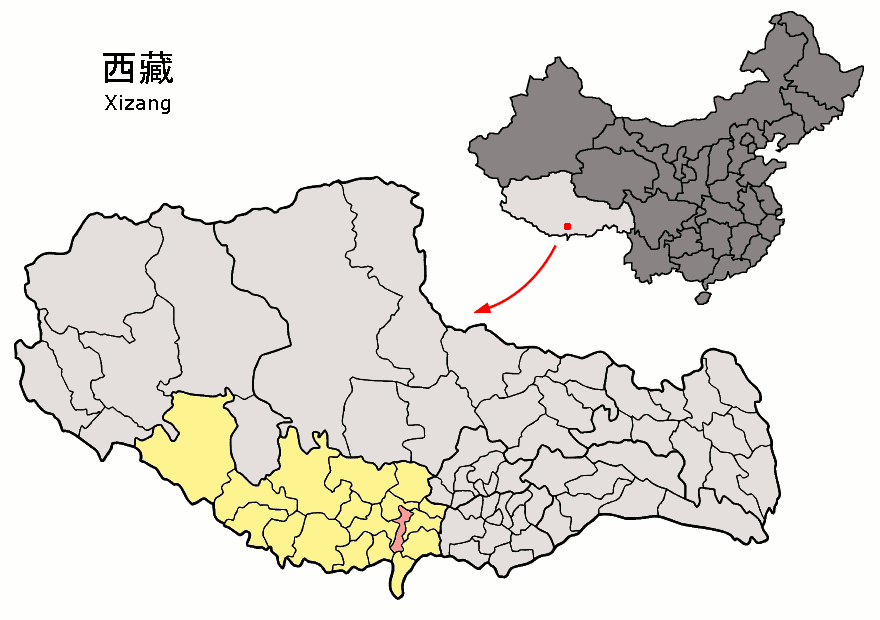
바남 현의 위치

바이랑현(티베트어: པ་སྣམ་རྫོང་ 바남 종, 중국어: 白朗县, 병음: Báilǎng Xiàn)은 티베트 자치구 르카쩌 지구의 현급 행정구역이다. 넓이는 2500km2이고, 인구는 2007년 기준으로 40,000명이다.

## 지리
해발고도는 4000m이다. 연평균 기온은 5.9°C, 연평균 강수량은 281mm이다.

## 행정 구역
2개 진, 9개 향을 관할한다.
- 진: 洛江镇, 嘎东镇.
- 향: 巴扎乡, 玛乡, 旺丹乡, 曲奴乡, 杜琼乡, 强堆乡, 嘎普乡, 者下乡, 东喜乡.